# South Wenatchee
South Wenatchee az Amerikai Egyesült Államok északnyugati részén, Washington állam Chelan megyéjében elhelyezkedő statisztikai település. A 2010. évi népszámlálási adatok alapján 1553 lakosa van.

## Népesség
A 2010-es népszámláláskor  1553 lakója, 460 háztartása és 348 családja volt. A népsűrűség 517,7 fő/km2. A lakóegységek száma 493, sűrűségük 164,3 db/km2. A lakosok 50,5%-a fehér, 0,1%-a afroamerikai, 1,4%-a indián, 0,8%-a ázsiai,  42,9%-a egyéb, 4,3%-a pedig kettő vagy több etnikumú. A spanyol vagy latino származásúak aránya 62,7% (57,3% mexikói, 0,3% Puerto Ricó-i,  5% egyéb spanyol vagy latino származású.)
A háztartások 46,5%-ában élt 18 évnél fiatalabb. 48,9% házas, 17,8% egyedülálló nő, 8,9% egyedülálló férfi, 24,3% pedig nem család. 16,3% egyedül élt; 5,2%-uk 65 éves vagy idősebb. Egy háztartásban átlagosan 3,38 személy élt; a családok átlagmérete 3,8 fő.
A medián életkor 28,2 év volt. Lakóinak 33,9%-a 18 évesnél fiatalabb, 7,4% 18 és 24 év közötti, 27,9%-uk 25 és 44 év közötti, 21,1%-uk 45 és 64 év közötti, 6,2%-uk pedig 65 éves vagy idősebb. A lakosok 51,9%-a férfi, 48,1%-a pedig nő.